# 毛果鳞盖蕨
毛果鳞盖蕨（學名：Microlepia trichocarpa）為碗蕨科鳞盖蕨属下的一種植物，是原生於台灣的台灣特有種。

## 延伸閱讀
- 維基物種上的相關：毛果鳞盖蕨